# Liste des députés de la quinzième législature du Landtag de Bade-Wurtemberg
Les députés de la quinzième législature du Landtag de Bade-Wurtemberg sont les députés du Landtag de Bade-Wurtemberg élus lors des élections législatives de 2011 dans le Bade-Wurtemberg  pour la période 2011-2016.

## Liste des députés
| Député                           | Groupe parlementaire | Circonscription              | Mandat                        | Résultat | Remarques                                    |
| -------------------------------- | -------------------- | ---------------------------- | ----------------------------- | -------- | -------------------------------------------- |
| Katrin Altpeter                  | SPD                  | 15 Waiblingen                | Zweitmandat                   | 24,2 %   |                                              |
| Muhterem Aras                    | Grüne                | 01 Stuttgart I               | Erstmandat                    | 42,5 %   |                                              |
| Theresia Bauer                   | Grüne                | 34 Heidelberg                | Erstmandat                    | 36,7 %   |                                              |
| Christoph Bayer                  | SPD                  | 48 Breisgau                  | Zweitmandat                   | 24,0 %   |                                              |
| Norbert Beck                     | CDU                  | 45 Freudenstadt              | Erstmandat                    | 45,8 %   |                                              |
| Sascha Binder                    | SPD                  | 11 Geislingen                | Zweitmandat                   | 24,2 %   |                                              |
| Dietrich Birk                    | CDU                  | 10 Göppingen                 | Erstmandat                    | 38,0 %   |                                              |
| Thomas Blenke                    | CDU                  | 43 Calw                      | Erstmandat                    | 44,0 %   |                                              |
| Beate Böhlen                     | Grüne                | 33 Baden-Baden               | Zweitmandat                   | 24,6 %   |                                              |
| Sandra Boser                     | Grüne                | 50 Lahr                      | Zweitmandat                   | 24,0 %   |                                              |
| Elke Brunnemer                   | CDU                  | 41 Sinsheim                  | Erstmandat                    | 38,3 %   |                                              |
| Friedrich Bullinger              | FDP/DVP              | 22 Schwäbisch Hall           | Zweitmandat                   | 8,4 %    |                                              |
| Andreas Deuschle                 | CDU                  | 07 Esslingen                 | Erstmandat                    | 36,5 %   |                                              |
| Wolfgang Drexler                 | SPD                  | 07 Esslingen                 | Zweitmandat                   | 25,4 %   | Vice-président                               |
| Marianne Engeser                 | CDU                  | 42 Pforzheim                 | suppléante pour un Erstmandat | 44,5 %   | remplace Stefan Mappus le 1er septembre 2011 |
| Konrad Epple                     | CDU                  | 13 Vaihingen                 | Erstmandat                    | 38,8 %   |                                              |
| Arnulf von Eyb                   | CDU                  | 21 Hohenlohe                 | Erstmandat                    | 40,7 %   |                                              |
| Jürgen Filius                    | Grüne                | 64 Ulm                       | Zweitmandat                   | 24,7 %   |                                              |
| Josef Frey                       | Grüne                | 58 Lörrach                   | Zweitmandat                   | 28,0 %   |                                              |
| Jörg Fritz                       | Grüne                | 10 Göppingen                 | Zweitmandat                   | 22,0 %   |                                              |
| Stefan Fulst-Blei                | SPD                  | 35 Mannheim I                | Erstmandat                    | 34,2 %   |                                              |
| Thomas Funk                      | SPD                  | 41 Sinsheim                  | Zweitmandat                   | 25,3 %   |                                              |
| Reinhold Gall                    | SPD                  | 20 Neckarsulm                | Zweitmandat                   | 25,9 %   |                                              |
| Andreas Glück                    | FDP/DVP              | 61 Hechingen-Münsingen       | Zweitmandat                   | 7,4 %    |                                              |
| Ulrich Goll                      | FDP/DVP              | 15 Waiblingen                | Zweitmandat                   | 8,0 %    |                                              |
| Tanja Gönner                     | CDU                  | 70 Sigmaringen               | Erstmandat                    | 50,2 %   |                                              |
| Leopold Grimm                    | FDP/DVP              | 55 Tuttlingen-Donaueschingen | Zweitmandat                   | 7,0 %    |                                              |
| Manfred Groh                     | CDU                  | 27 Karlsruhe I               | Erstmandat                    | 30,8 %   |                                              |
| Gernot Gruber                    | SPD                  | 17 Backnang                  | Zweitmandat                   | 23,8 %   |                                              |
| Rosa Grünstein                   | SPD                  | 40 Schwetzingen              | Zweitmandat                   | 28,2 %   |                                              |
| Friedlinde Gurr-Hirsch           | CDU                  | 19 Eppingen                  | Erstmandat                    | 40,9 %   |                                              |
| Petra Häffner                    | Grüne                | 16 Schorndorf                | Zweitmandat                   | 22,5 %   |                                              |
| Martin Hahn                      | Grüne                | 67 Bodensee                  | Zweitmandat                   | 26,4 %   |                                              |
| Wilhelm Halder                   | Grüne                | 15 Waiblingen                | Zweitmandat                   | 23,5 %   |                                              |
| Hans-Martin Haller               | SPD                  | 63 Balingen                  | Zweitmandat                   | 23,9 %   |                                              |
| Rita Haller-Haid                 | SPD                  | 62 Tübingen                  | Zweitmandat                   | 21,8 %   |                                              |
| Peter Hauk                       | CDU                  | 38 Neckar-Odenwald           | Erstmandat                    | 48,4 %   |                                              |
| Jochen Haußmann                  | FDP/DVP              | 16 Schorndorf                | Zweitmandat                   | 8,4 %    |                                              |
| Helen Heberer                    | SPD                  | 36 Mannheim II               | Zweitmandat                   | 27,9 %   |                                              |
| Walter Heiler                    | SPD                  | 29 Bruchsal                  | Zweitmandat                   | 25,6 %   |                                              |
| Klaus Herrmann                   | CDU                  | 12 Ludwigsburg               | Erstmandat                    | 35,1 %   |                                              |
| Dieter Hillebrand                | CDU                  | 60 Reutlingen                | Erstmandat                    | 36,3 %   |                                              |
| Rainer Hinderer                  | SPD                  | 18 Heilbronn                 | Zweitmandat                   | 26,4 %   |                                              |
| Bernd Hitzler                    | CDU                  | 24 Heidenheim                | Erstmandat                    | 37,8 %   |                                              |
| Peter Hofelich                   | SPD                  | 10 Göppingen                 | Zweitmandat                   | 26,4 %   |                                              |
| Manfred Hollenbach               | CDU                  | 14 Bietigheim-Bissingen      | Erstmandat                    | 38,2 %   |                                              |
| Karl-Wolfgang Jägel              | CDU                  | 32 Rastatt                   | Erstmandat                    | 38,2 %   |                                              |
| Klaus Käppeler                   | SPD                  | 61 Hechingen-Münsingen       | Zweitmandat                   | 21,3 %   |                                              |
| Manfred Kern                     | Grüne                | 40 Schwetzingen              | Zweitmandat                   | 23,5 %   |                                              |
| Timm Kern                        | FDP/DVP              | 45 Freudenstadt              | Zweitmandat                   | 7,6 %    |                                              |
| Karl Klein                       | CDU                  | 37 Wiesloch                  | Erstmandat                    | 39,7 %   |                                              |
| Gerhard Kleinböck                | SPD                  | 39 Weinheim                  | Zweitmandat                   | 25,5 %   |                                              |
| Wilfried Klenk                   | CDU                  | 17 Backnang                  | Erstmandat                    | 40,8 %   |                                              |
| Rudolf Köberle                   | CDU                  | 69 Ravensburg                | Erstmandat                    | 43,5 %   |                                              |
| Ernst Kopp                       | SPD                  | 32 Rastatt                   | Zweitmandat                   | 29,9 %   |                                              |
| Joachim Kößler                   | CDU                  | 30 Bretten                   | Erstmandat                    | 40,4 %   |                                              |
| Winfried Kretschmann             | Grüne                | 09 Nürtingen                 | Zweitmandat                   | 25,6 %   | Ministre-président                           |
| Thaddäus Kunzmann                | CDU                  | 09 Nürtingen                 | Erstmandat                    | 39,7 %   |                                              |
| Sabine Kurtz                     | CDU                  | 06 Leonberg                  | Erstmandat                    | 39,1 %   |                                              |
| Bernhard Lasotta                 | CDU                  | 20 Neckarsulm                | Erstmandat                    | 40,7 %   |                                              |
| Daniel Andreas Lede Abal         | Grüne                | 62 Tübingen                  | Erstmandat                    | 32,1 %   |                                              |
| Siegfried Lehmann                | Grüne                | 56 Konstanz                  | Erstmandat                    | 34,7 %   |                                              |
| Andrea Lindlohr                  | Grüne                | 07 Esslingen                 | Zweitmandat                   | 26,7 %   |                                              |
| Paul Locherer                    | CDU                  | 68 Wangen                    | Erstmandat                    | 48,6 %   |                                              |
| Reinhard Löffler                 | CDU                  | 03 Stuttgart III             | Erstmandat                    | 34,2 %   |                                              |
| Brigitte Lösch                   | Grüne                | 04 Stuttgart IV              | Erstmandat                    | 32,3 %   | Vice-présidente                              |
| Manfred Lucha                    | Grüne                | 69 Ravensburg                | Zweitmandat                   | 26,1 %   |                                              |
| Ulrich Lusche                    | CDU                  | 58 Lörrach                   | Erstmandat                    | 31,8 %   |                                              |
| Winfried Mack                    | CDU                  | 26 Aalen                     | Erstmandat                    | 46,4 %   |                                              |
| Klaus Maier                      | SPD                  | 25 Schwäbisch Gmünd          | Zweitmandat                   | 24,4 %   |                                              |
| Stefan Mappus                    | CDU                  | 42 Pforzheim                 | Erstmandat                    | 44,5 %   | démissionne le 31 août 2011                  |
| Thomas Marwein                   | Grüne                | 51 Offenburg                 | Zweitmandat                   | 26,5 %   |                                              |
| Frank Mentrup                    | SPD                  | 31 Ettlingen                 | Zweitmandat                   | 25,1 %   |                                              |
| Bärbl Mielich                    | Grüne                | 48 Breisgau                  | Zweitmandat                   | 30,2 %   |                                              |
| Ulrich Müller                    | CDU                  | 67 Bodensee                  | Erstmandat                    | 38,1 %   |                                              |
| Bernd Murschel                   | Grüne                | 06 Leonberg                  | Zweitmandat                   | 24,5 %   |                                              |
| Georg Nelius                     | SPD                  | 38 Neckar-Odenwald           | Zweitmandat                   | 25,9 %   |                                              |
| Paul Nemeth                      | CDU                  | 05 Böblingen                 | Erstmandat                    | 41,1 %   |                                              |
| Claus Paal                       | CDU                  | 16 Schorndorf                | Erstmandat                    | 39,2 %   |                                              |
| Günther-Martin Pauli             | CDU                  | 63 Balingen                  | Erstmandat                    | 46,3 %   |                                              |
| Reinhold Pix                     | Grüne                | 46 Freiburg I                | Erstmandat                    | 34,5 %   |                                              |
| Thomas Poreski                   | Grüne                | 60 Reutlingen                | Zweitmandat                   | 25,6 %   |                                              |
| Matthias Pröfrock                | CDU                  | 15 Waiblingen                | Erstmandat                    | 36,8 %   |                                              |
| Werner Raab                      | CDU                  | 31 Ettlingen                 | Erstmandat                    | 41,0 %   |                                              |
| Patrick Rapp                     | CDU                  | 48 Breisgau                  | Erstmandat                    | 33,5 %   |                                              |
| Helmut Rau                       | CDU                  | 50 Lahr                      | Erstmandat                    | 41,4 %   |                                              |
| Wolfgang Raufelder               | Grüne                | 36 Mannheim II               | Erstmandat                    | 29,6 %   |                                              |
| Nicole Razavi                    | CDU                  | 11 Geislingen                | Erstmandat                    | 41,4 %   |                                              |
| Heribert Rech                    | CDU                  | 29 Bruchsal                  | Erstmandat                    | 44,3 %   |                                              |
| Wolfgang Reinhart                | CDU                  | 23 Main-Tauber               | Erstmandat                    | 47,7 %   |                                              |
| Daniel Renkonen                  | Grüne                | 14 Bietigheim-Bissingen      | Zweitmandat                   | 25,0 %   |                                              |
| Thomas Reusch-Frey               | SPD                  | 14 Bietigheim-Bissingen      | Zweitmandat                   | 24,1 %   |                                              |
| Wolfgang Reuther                 | CDU                  | 57 Singen                    | Erstmandat                    | 40,1 %   |                                              |
| Martin Rivoir                    | SPD                  | 64 Ulm                       | Zweitmandat                   | 23,9 %   |                                              |
| Karl-Wilhelm Röhm                | CDU                  | 61 Hechingen-Münsingen       | Erstmandat                    | 44,5 %   |                                              |
| Gabi Rolland                     | SPD                  | 47 Freiburg II               | Zweitmandat                   | 24,6 %   |                                              |
| Karl Rombach                     | CDU                  | 54 Villingen-Schwenningen    | Erstmandat                    | 42,6 %   |                                              |
| Markus Rösler                    | Grüne                | 13 Vaihingen                 | Zweitmandat                   | 25,5 %   |                                              |
| Helmut Walter Rüeck              | CDU                  | 22 Schwäbisch Hall           | Erstmandat                    | 35,4 %   |                                              |
| Hans-Ulrich Rülke                | FDP/DVP              | 44 Enz                       | Zweitmandat                   | 6,9 %    |                                              |
| Ingo Rust                        | SPD                  | 19 Eppingen                  | Zweitmandat                   | 24,3 %   |                                              |
| Nikolaos Sakellariou             | SPD                  | 22 Schwäbisch Hall           | Zweitmandat                   | 25,1 %   |                                              |
| Alexander Salomon                | Grüne                | 28 Karlsruhe II              | Zweitmandat                   | 30,3 %   |                                              |
| Volker Schebesta                 | CDU                  | 51 Offenburg                 | Erstmandat                    | 41,5 %   |                                              |
| Stefan Scheffold                 | CDU                  | 25 Schwäbisch Gmünd          | Erstmandat                    | 43,9 %   |                                              |
| Nils Schmid                      | SPD                  | 60 Reutlingen                | Zweitmandat                   | 24,7 %   |                                              |
| Viktoria Schmid                  | CDU                  | 44 Enz                       | Erstmandat                    | 40,7 %   |                                              |
| Kai Schmidt-Eisenlohr            | Grüne                | 37 Wiesloch                  | Zweitmandat                   | 24,9 %   |                                              |
| Claus Schmiedel                  | SPD                  | 12 Ludwigsburg               | Zweitmandat                   | 24,0 %   |                                              |
| Peter Schneider (de)             | CDU                  | 66 Biberach                  | Erstmandat                    | 50,7 %   |                                              |
| Charlotte Schneidewind-Hartnagel | Grüne                | 41 Sinsheim                  | Zweitmandat                   | 23,0 %   |                                              |
| Alexander Schoch                 | Grüne                | 49 Emmendingen               | Zweitmandat                   | 30,4 %   |                                              |
| Felix Schreiner                  | CDU                  | 59 Waldshut                  | Erstmandat                    | 39,2 %   |                                              |
| Katrin Schütz                    | CDU                  | 28 Karlsruhe II              | Erstmandat                    | 30,6 %   |                                              |
| Andreas Schwarz                  | Grüne                | 08 Kirchheim unter Teck      | Zweitmandat                   | 23,3 %   |                                              |
| Marcel Schwehr                   | CDU                  | 49 Emmendingen               | Erstmandat                    | 32,4 %   |                                              |
| Hans-Ulrich Sckerl               | Grüne                | 39 Weinheim                  | Zweitmandat                   | 26,4 %   |                                              |
| Edith Sitzmann                   | Grüne                | 47 Freiburg II               | Erstmandat                    | 39,9 %   |                                              |
| Gisela Splett                    | Grüne                | 27 Karlsruhe I               | Zweitmandat                   | 30,2 %   |                                              |
| Willi Stächele                   | CDU                  | 52 Kehl                      | Erstmandat                    | 45,3 %   | Président du Landtag jusque octobre 2011     |
| Rainer Stickelberger             | SPD                  | 58 Lörrach                   | Zweitmandat                   | 27,7 %   |                                              |
| Johannes Stober                  | SPD                  | 27 Karlsruhe I               | Zweitmandat                   | 25,2 %   |                                              |
| Andreas Stoch                    | SPD                  | 24 Heidenheim                | Zweitmandat                   | 29,8 %   |                                              |
| Monika Stolz                     | CDU                  | 64 Ulm                       | Erstmandat                    | 38,6 %   |                                              |
| Hans-Peter Storz                 | SPD                  | 57 Singen                    | Zweitmandat                   | 23,4 %   |                                              |
| Gerhard Stratthaus               | CDU                  | 40 Schwetzingen              | Erstmandat                    | 34,4 %   |                                              |
| Stefan Teufel                    | CDU                  | 53 Rottweil                  | Erstmandat                    | 45,9 %   |                                              |
| Alexander Throm                  | CDU                  | 18 Heilbronn                 | Erstmandat                    | 37,0 %   |                                              |
| Karl Traub                       | CDU                  | 65 Ehingen                   | Erstmandat                    | 51,0 %   |                                              |
| Nikolaus Tschenk                 | Grüne                | 02 Stuttgart II              | suppléant pour un Erstmandat  | 34,2 %   | remplace Werner Wölfle le 1er décembre 2011  |
| Franz Untersteller               | Grüne                | 03 Stuttgart III             | Zweitmandat                   | 28,0 %   |                                              |
| Georg Wacker                     | CDU                  | 39 Weinheim                  | Erstmandat                    | 35,0 %   |                                              |
| Florian Wahl                     | SPD                  | 05 Böblingen                 | Zweitmandat                   | 23,5 %   |                                              |
| Tobias Wald                      | CDU                  | 33 Baden-Baden               | Erstmandat                    | 43,2 %   |                                              |
| Jürgen Walter                    | Grüne                | 12 Ludwigsburg               | Zweitmandat                   | 26,9 %   |                                              |
| Alfred Winkler                   | SPD                  | 59 Waldshut                  | Zweitmandat                   | 24,8 %   |                                              |
| Guido Wolf                       | CDU                  | 55 Tuttlingen-Donaueschingen | Erstmandat                    | 46,3 %   | Président du Landtag depuis octobre 2011     |
| Sabine Wölfle                    | SPD                  | 49 Emmendingen               | Zweitmandat                   | 24,9 %   |                                              |
| Werner Wölfle                    | Grüne                | 02 Stuttgart II              | Erstmandat                    | 34,2 %   | démissionne le 30 novembre 2011              |
| Karl Zimmermann                  | CDU                  | 08 Kirchheim unter Teck      | Erstmandat                    | 38,6 %   |                                              |